# Музей «Зборівська битва»
Зборівська битва-  комунікальний історико-краєзнавчий музей, що знаходиться в  м. Зборів, Тернопільської області.            

## Історія
Музей був заснований в 1993 році  з ініціативи письменника і журналіста Григорія Барана-Радошівського  на честь  Зборівській битві 1649 року.
В 2002 році  фонди музею поповнили знахідки Міжнародної археологічної експедиції, що досліджувала поле битви.
З 2012 року ведеться робота по створенні  Державного історико-культурного заповідника «Поле Зборівської битви 1649 року».

## Експозиція
Експозиція музею поділяється на верхню та нижню зали:
Верхня зала:
- діорама битви (автор С. Нечай),
- горельєфи «Молитва дружинника», «Літописець Нестор», «На козацькій раді» (скульптор В. Ропецький),
- фігура козака Івана Підкови (скульптор П. Кулик),
- погруддя полковника І. Богуна (скульптор М. Садовник).

Нижня зала :
- діяльность УСС,
- ОУН-УПА
- чеські і словацькі легіонери періоду І Світової війни.

У музеї  зберігається понад 1430 речей, у тому числі й матеріали археологічних досліджень поля Зборівської битви, проведених Міжнародною експедицією. 